# Плезант-Веллі (округ Сент-Круа, Вісконсин)
Плезант-Веллі (англ. Pleasant Valley) — місто (англ. town) в США, в окрузі Сент-Круа штату Вісконсин. Населення — 567 осіб (2020).

## Демографія
Згідно з переписом 2010 року, у місті мешкало 515 осіб у 184 домогосподарствах у складі 142 родин. Було 188 помешкань
Расовий склад населення:
| - 94,2 % — білих - 0,8 % — чорних або афроамериканців - 0,4 % — азіатів - 3,7 % — осіб інших рас |

До двох чи більше рас належало 1,0 %. Частка іспаномовних становила 5,0 % від усіх жителів.
За віковим діапазоном населення розподілялося таким чином: 27,2 % — особи молодші 18 років, 65,4 % — особи у віці 18—64 років, 7,4 % — особи у віці 65 років та старші. Медіана віку мешканця становила 38,1 року. На 100 осіб жіночої статі у місті припадало 102,0 чоловіків;  на 100 жінок у віці від 18 років та старших — 108,3 чоловіків також старших 18 років.
Середній дохід на одне домашнє господарство  становив 91 175 доларів США (медіана — 75 938), а середній дохід на одну сім'ю — 105 276 доларів (медіана — 98 750). Медіана доходів становила 56 563 долари для чоловіків та 53 125 доларів для жінок. За межею бідності перебувало 4,7 % осіб, у тому числі 8,7 % дітей у віці до 18 років та 6,9 % осіб у віці 65 років та старших.
Цивільне працевлаштоване населення становило 297 осіб. Основні галузі зайнятості: освіта, охорона здоров'я та соціальна допомога — 27,6 %, виробництво — 16,5 %, науковці, спеціалісти, менеджери — 12,8 %, сільське господарство, лісництво, риболовля — 9,8 %.